# Quattro Giorni di Dunkerque 1967
La Quattro Giorni di Dunkerque 1967, tredicesima edizione della corsa, si svolse dal 3 al 7 maggio su un percorso di 921 km ripartiti in 5 tappe (la seconda e la quinta suddivise in due semitappe), con partenza e arrivo a Dunkerque. Fu vinta dal francese Lucien Aimar della Bic davanti al belga Jean-Baptiste Claes e al francese Bernard Guyot.

## Tappe
| Tappa  | Data     | Percorso                                | km   | Vincitore di tappa | Leader cl. generale |
| ------ | -------- | --------------------------------------- | ---- | ------------------ | ------------------- |
| 1ª     | 3 maggio | Dunkerque > Valenciennes                | 198  | Jean Stablinski    | Jean Stablinski     |
| 2ª-1ª  | 4 maggio | Valenciennes > Maubeuge                 | 106  | Noël De Pauw       | Jean Stablinski     |
| 2ª-2ª  | 4 maggio | Maubeuge > Maubeuge (cron. individuale) | 21,1 | Bernard Guyot      | Bernard Guyot       |
| 3ª     | 5 maggio | Maubeuge > Dunkerque                    | 190  | Paul Lemeteyer     | José Samyn          |
| 4ª     | 6 maggio | Dunkerque > Boulogne-sur-Mer            | 210  | Ludo Vandromme     | José Samyn          |
| 5ª-1ª  | 7 maggio | Wormhoudt > Wormhoudt                   | 115  | Ward Sels          | José Samyn          |
| 5ª-2ª  | 7 maggio | Dunkerque > Dunkerque                   | 81   | Horst Oldenburg    | Lucien Aimar        |
| Totale | Totale   | Totale                                  | 921  |                    |                     |

## Dettagli delle tappe

### 1ª tappa
- 3 maggio: Dunkerque > Valenciennes – 198 km

| Pos. | Corridore       | Squadra  | Tempo    |
| ---- | --------------- | -------- | -------- |
| 1    | Jean Stablinski | Bic      | 4h42'07" |
| 2    | Herman Vrancken | Flandria | a 5"     |
| 3    | José Samyn      | Pelforth | s.t.     |

| Pos. | Corridore       | Squadra | Tempo |
| ---- | --------------- | ------- | ----- |
| 1    | Jean Stablinski | Bic     |       |

### 2ª tappa - 1ª semitappa
- 4 maggio: Valenciennes > Maubeuge – 106 km

| Pos. | Corridore            | Squadra      | Tempo    |
| ---- | -------------------- | ------------ | -------- |
| 1    | Noël De Pauw         | Mann-Grundig | 2h47'45" |
| 2    | Ward Sels            | Flandria     | a 18"    |
| 3    | Daniel Van Ryckeghem | Mann-Grundig | s.t.     |

| Pos. | Corridore       | Squadra | Tempo |
| ---- | --------------- | ------- | ----- |
| 1    | Jean Stablinski | Bic     |       |

### 2ª tappa - 2ª semitappa
- 4 maggio: Maubeuge > Maubeuge (cron. individuale) – 21,1 km

| Pos. | Corridore           | Squadra      | Tempo   |
| ---- | ------------------- | ------------ | ------- |
| 1    | Bernard Guyot       | Pelforth     | 29'56"  |
| 2    | Herman Van Springel | Mann-Grundig | a 1'30" |
| 3    | Siegfried Adler     | Bic          | a 1'36" |

| Pos. | Corridore     | Squadra  | Tempo |
| ---- | ------------- | -------- | ----- |
| 1    | Bernard Guyot | Pelforth |       |

### 3ª tappa
- 5 maggio: Maubeuge > Dunkerque – 190 km

| Pos. | Corridore           | Squadra  | Tempo    |
| ---- | ------------------- | -------- | -------- |
| 1    | Paul Lemeteyer      | Bic      | 4h50'50" |
| 2    | Herman Vrancken     | Flandria | s.t.     |
| 3    | Jean-Baptiste Claes | Torpedo  | s.t.     |

| Pos. | Corridore  | Squadra  | Tempo |
| ---- | ---------- | -------- | ----- |
| 1    | José Samyn | Pelforth |       |

### 4ª tappa
- 6 maggio: Dunkerque > Boulogne-sur-Mer – 210 km

| Pos. | Corridore          | Squadra      | Tempo    |
| ---- | ------------------ | ------------ | -------- |
| 1    | Ludo Vandromme     | Mann-Grundig | 5h48'09" |
| 2    | Frans Melckenbeeck | Groene Leeuw | a 22"    |
| 3    | Noël De Pauw       | Mann-Grundig | s.t.     |

| Pos. | Corridore  | Squadra  | Tempo |
| ---- | ---------- | -------- | ----- |
| 1    | José Samyn | Pelforth |       |

### 5ª tappa - 1ª semitappa
- 7 maggio: Wormhoudt > Wormhoudt – 115 km

| Pos. | Corridore           | Squadra      | Tempo    |
| ---- | ------------------- | ------------ | -------- |
| 1    | Ward Sels           | Flandria     | 3h17'42" |
| 2    | Herman Van Springel | Mann-Grundig | s.t.     |
| 3    | Noël De Pauw        | Mann-Grundig | s.t.     |

| Pos. | Corridore  | Squadra  | Tempo |
| ---- | ---------- | -------- | ----- |
| 1    | José Samyn | Pelforth |       |

### 5ª tappa - 2ª semitappa
- 7 maggio: Dunkerque > Dunkerque – 81 km

| Pos. | Corridore       | Squadra | Tempo    |
| ---- | --------------- | ------- | -------- |
| 1    | Horst Oldenburg | Torpedo | 1h53'27" |
| 2    | Lucien Aimar    | Bic     | a 2"     |
| 3    | Vin Denson      | Bic     | a 3"     |

| Pos. | Corridore           | Squadra  | Tempo     |
| ---- | ------------------- | -------- | --------- |
| 1    | Lucien Aimar        | Bic      | 23h53'03" |
| 2    | Jean-Baptiste Claes | Torpedo  | a 59"     |
| 3    | Bernard Guyot       | Pelforth | a 1'30"   |

## Classifiche finali

### Classifica generale
| Pos. | Corridore           | Squadra                    | Tempo     |
| ---- | ------------------- | -------------------------- | --------- |
| 1    | Lucien Aimar        | Bic                        | 23h53'03" |
| 2    | Jean-Baptiste Claes | Torpedo-Continental        | a 59"     |
| 3    | Bernard Guyot       | Pelforth-Sauvage-Lejeune   | a 1'30"   |
| 4    | Roger Swerts        | Mercier-BP-Hutchinson      | a 1'42"   |
| 5    | Hans Junkermann     | Torpedo-Continental        | a 1'43"   |
| 6    | José Samyn          | Pelforth-Sauvage-Lejeune   | a 2'13"   |
| 7    | Herman Van Springel | Mann-Grundig               | a 2'25"   |
| 8    | Jean Stablinski     | Bic                        | a 2'49"   |
| 9    | André Messelis      | Flandria-De Clercq         | a 3'10"   |
| 10   | Jean Jourden        | Tigra-Grammont-de Gribaldy | a 3'27"   |